# Dollard
De Dollard (Duits: Dollart, Gronings: Dollert of Dullert, bijnaam Ol Tjoard, Oostfries: Dullert, uitgesproken als Doelert) is het verbrede deel van het estuarium van de Eems, op de grens van Nederland en Duitsland. De Dollard is van noord naar zuid ongeveer negen kilometer breed en heeft een oppervlakte van ongeveer 100 km². De Eems, in het Duits Ems, stroomt op Duits grondgebied en mondt uit in de noordoostelijke hoek van de Dollard. Het water stroomt daarna via de Eemsmonding, die direct beneden de Dollard vier kilometer breed is, door naar de Waddenzee.  De Duitse stad Emden ligt ten noorden ervan. De Nederlandse kust van deze zeearm is dunbevolkt en er liggen enkele kleine dorpen als Fiemel.
Op de grens van Nederland en Duitsland bevindt zich de monding van de Westerwoldse Aa, die hier via de Buiten A en het Schanskerdiep uitmondt in de belangrijkste vaargeul van de Dollard; het Groote Gat. De andere belangrijke vaargeul is het Kerkeriet. Op het punt waar de Westerwoldse Aa overgaat in de Buiten A ligt tevens het sluizencomplex Nieuwe Statenzijl. Het getijverschil in de Dollard is meer dan drie meter. Het water van de Dollard is brak doordat het zeewater zich hier mengt met het water uit de Eems.
Rondom de Dollard zijn de Dollardpolders te vinden; in Duitsland spreekt men over de Dollartmarschen. De vruchtbare bodem in deze polders wordt als Dollardklei betiteld; de vette modder heet Dollardslib.

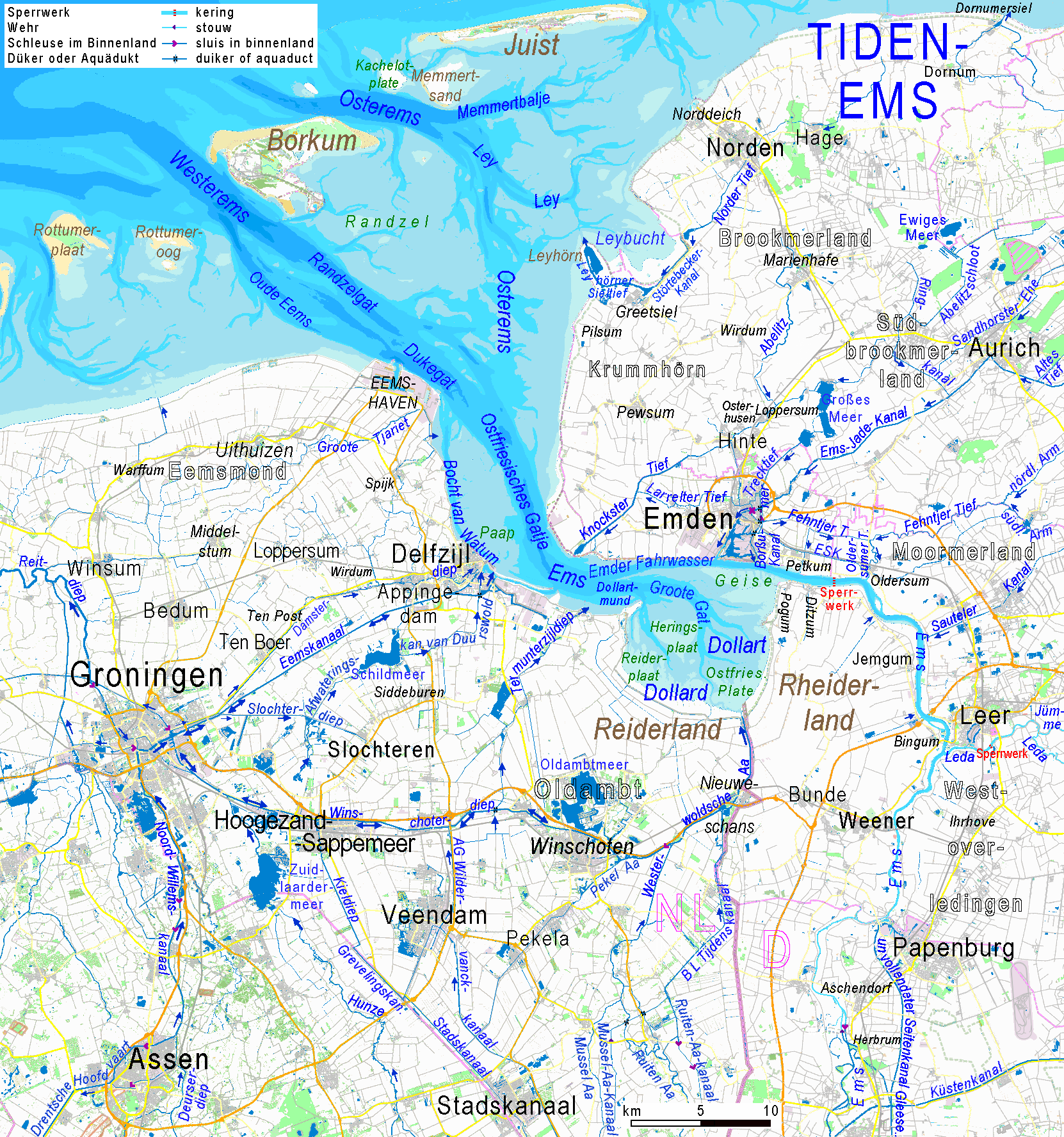
Dollard in de getijdenzone van de Eems

## Ontstaan van de Dollard
De Dollard is in de late middeleeuwen ontstaan ten gevolge van meerdere overstromingen en stormvloeden, die het oorspronkelijke veenlandschap grotendeels hebben opgeruimd. Daarbij gingen grote delen van de oude districten Reiderland en Oldambt verloren. Vroeger meende men – in het voetspoor van Ubbo Emmius – dat de Dollard in het jaar 1277 was ondergelopen. Er werd gedacht aan de Marcellusvloed van het jaar 1362, die in Noord-Duitsland tot veel schade heeft geleid. In historische bronnen is met betrekking tot de Dollard daarover nagenoeg niets te vinden. Ook wordt wel gemeend dat de gebeurtenissen rondom het jaar 1413 hebben geleid tot het ontstaan van de Dollard. Met name Tidde Wyneda wordt hierin genoemd.
Waarschijnlijk had het gebied al eeuwenlang te maken met wateroverlast, doordat het veenoppervlak te lijden had van erosie, verwering en bodemdaling (klink). Archeologische vondsten laten echter zien dat bij Bad Nieuweschans, Vriescheloo en Scheemda nog in de vijftiende eeuw een zoetwatermilieu te vinden was. Daarentegen kenmerkte de omgeving van Pogum zich al in de dertiende eeuw door een zoutminnende vegetatie.
Het gebied werd doorsneden door twee rivieren: de Reider Ae en de Munter Ae, die via afzonderlijke sluizencomplexen in de Eems uitmondden. De Groningse kroniekschrijver Johan Lemego verhaalt dat de sluizen van Reide tijdens een burgeroorlog werden vernield. Hij suggereert dat dit in 1413 gebeurde, maar uit andere gegevens blijkt dat deze gebeurtenissen zich iets eerder moeten hebben afgespeeld. Mogelijk was de Ceciliavloed van 21 november 1412 hierbij fataal. Zes jaar later zou de zee al het dorp Blijham hebben bereikt. Er ontstond een soort binnenzee, die zich tweemaal daags vulde en weer leegliep. Het water baande zich met geweld een weg door het resterende veen.
De oostelijke Dollardboezem vormde zich in de eerste helft van de vijftiende eeuw. Al in 1454 bouwden de inwoners van het gebied een nooddijk van de Punt van Reide tot aan Finsterwolde. Deze dijk liep van de vaste Eemsoever met een grote boog door het toenmalige laagveengebied naar de hogere zandgronden; hij brak al omstreeks 1466 door, maar de restanten schijnen nog in de 16e eeuw zichtbaar te zijn geweest. De westelijke Dollardboezem is vermoedelijk in de jaren na 1470 ontstaan. Grote delen van het gebied kregen pas met de zee te maken nadat de Cosmas- en Damianusvloed (1509) het zeewater diep landinwaarts had gestuwd. Volgens Ubbo Emmius kregen de laag gelegen veengronden ten westen van Midwolda toen pas te maken met het zeewater. De zeearm bereikte zijn grootste oppervlakte rond 1520.
Reconstructie van het verdronken gebied wordt bemoeilijkt door een gebrek aan bronnen. De geïllustreerde kaart die Jacob van der Meersch in 1574 voor het raadhuis van Emden maakte, berust grotendeels op fantasie; hij werd vooral geïnspireerd door Vlaamse voorbeelden. Dat gold vermoedelijk ook voor een oudere kaart uit 1546 in het raadhuis van Groningen, die later verloren is gegaan. Een lijst van 33 verdronken dorpen uit dezelfde tijd is evenmin betrouwbaar; het getal 33 heeft vooral een symbolische betekenis. De Oost-Friese kroniekschrijver Eggerik Beninga had het over 24 verdronken dorpen, wat vermoedelijk dichter bij de waarheid kwam. De belangrijkste bron is een lijst van parochies in het Bisdom Münster van omstreeks 1480. Bij de parochies die vanwege het water verlaten waren, is echter niet altijd duidelijk of ze in het Reiderland of in het Oldambt lagen. De parochies in dat deel van het Reiderland dat tot het Bisdom Osnabrück behoorde, worden uiteraard niet vermeld. Ten slotte zijn er nog twee documenten uit 1391 (in een zestiende-eeuws afschrift) en 1420 bewaard gebleven, die de grens loop van het grensriviertje de Tjamme beschrijven. Omdat het riviertje echter niet over zijn hele lengte samenviel met de grens tussen de beide bisdommen en de landschappen Oldambt en Reiderland, is ook hier verwarring mogelijk. Een handvol dorpen, waaronder Reide en Reiderwolde, wordt vermeld in de goederenregisters van de Rijksabdij Werden uit de negende, tiende en elfde eeuw.

## De naam Dollard
De naam Dullard komt voor het eerst omstreeks 1494 voor in de kroniek van de abdij van Aduard. Ook de Groningse rector Wilhelmus Frederici noemt De Dullert in 1498/99. De naam is vermoedelijk afgeleid van 'groot gat in de grond, poel', 'kuil' Maar al snel verklaarde men dit uit de 'dolle aard' van de zeeboezem, vanwege 'het gewoel en de heftigheid van de golven en de woedende stormen op die plek' (aldus het Groningse stadsbestuur in 1544), of – zoals Ubbo Emmius het rond 1600 samenvatte – "vanwege de razernij van zijn golven" (a fluctuum rabie).
De naam Dullaert of Dollaert werd sinds de vijftiende eeuw ook gebruikt voor de Braakman in Zeeuws-Vlaanderen, waar volgens sagen in 1377 zeventien dorpen waren verdronken. Hij was vermoedelijk afgeleid van een oudere persoonsnaam, die 'domkop, dwaas, dolkop' betekende.
De naam Ol Tjoard duikt voor het eerst op in het werk van de volkskundige Tjaard W.R. de Haan, die de oorlogsjaren in Wagenborgen doorbracht. "Genadeloos kan hij te keer gaan, vandaar de duistere dreiging in zijn taboe-achtige bijnaam!", schrijft deze auteur in 1950. Het gaat mogelijk om een practical joke die op De Haans eigen voornaam is gebaseerd.

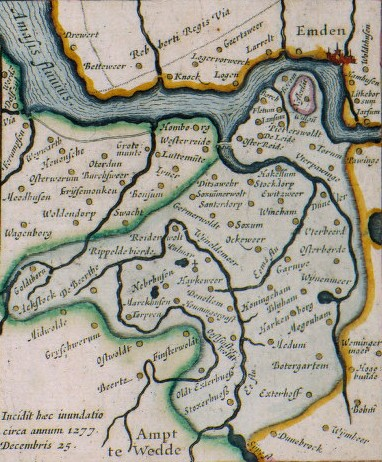
Kaart van de verdronken Dollarddorpen door Ubbo Emmius (1630) op basis van het werk van Jacob van der Meersch uit 1574

## Verdronken Dollarddorpen
Door het ontstaan van de Dollard en de doorbraken langs de Eems zijn minstens twintig kerspelen, tien tot vijftien kleinere buurtschappen en drie kloosters verloren gegaan. Een stuk of twaalf dorpskerken werden één of meer malen verplaatst. De overgeleverde namen van de nederzettingen zijn echter vaak verbasterd.
Verdronken zijn de kerkdorpen Kalentwalt of Peterswolde (Culemwoldt Ecclesia sancti Petri = Coldeborgerfehn?), Haxenewalt of Soxumerwold (Hatzumerfehn?), Ditzumerwold, Uterpogum, Utbeerte, het marktplaatsje Torum, Wilgum, Fletum, Berum, Oosterreide, Westerreide, Up-Reiderwolde en Ut-Reiderwolde (met een kapittelkerk), Zentorp, Stockdorp, Tijsweer, Zwaag, Ooster-Finsterwolde, Ulsda, Megenham, Wynedaham, Houwingahof of Houwingagast, Houwingaham en misschien de vrijwel onherkenbaar verbasterde dorpsnamen Haxne of Soxum, Siweteswere, Poel, Rodendebord en Katelmesincke. Verder de buurtschappen Dunelee (Duinkerken bij Marienchor?), Garmede of Medum, Wynham, Jarde (Bundergaarde), Bonewerda (Boen bij Bunde?), Ockeweer, Astock, Torpsen, De Lidden, Gaddingehorn, Fiemel en misschien Ayckaweren, Stocksterhorn, Exterhuis, Jansum en Homborg.
Ten slotte de kloosters Palmar (Porta Sanctae Mariae), Oosterreide en Menterwolde (Campus Sylvae) met de kapel De Olde Stoeve. Of de dorpen Beda, Kapeldaberto, Oosterbeerte, Ludgerskerke, Meerhusen, Marckhusen, Hakkelsum, Harmeswolde en Harkenborg werkelijk hebben bestaan, mag worden bewijfeld, omdat de namen van deze dorpen niet in schriftelijke bronnen uit die tijd te vinden zijn. Bij de eerste drie gaat het wellicht om Beerta en Ulsda, Ludgerskerke verwijst mogelijk naar Holtgaste of Westeel, bij de laatste drie gaat het eerder om verbasterde toponiemen die uit oudere lijsten zijn overgenomen.
De kerkdorpen Nesse, Kirchborgum (Huweghenborch), Bingum (Oengum) en het kloostervoorwerk Goldhoorn (bij Finsterwolde) worden ten onrechte tot de verdronken dorpen gerekend. Andere voormalige veendorpen zijn mogelijk al ver vóór de Dollardinbraak verlaten; hun namen duiken pas achteraf in de lijsten van verdronken dorpen op.
Een stuk of twintig nederzettingen verhuisde vanwege de overstromingen naar hogere gronden: Marienchor (Krytzemewalt), Böhmerwold (oorspronkelijk wellicht *Bentumerwolde), Sankt Georgiwold (Upwolde), Weenermoor, Wymeer, Hamdijk (Houwingaham oftewel Utham), Den Ham (Upham oftewel Nyeham), Bellingwolde, Vriescheloo, Blijham, Winschoten-Sint-Vitusholt en Bovenburen, Beerta, Finsterwolde, Oostwold, Midwolda (Ol Kerke), Scheemda (Ol Kerkhof), Meeden, Muntendam en misschien ook de voorlopers van Boen (Bonewerda) en Bunderhee. De kerkdorpen Noordbroek en Zuidbroek en mogelijk ook Holtgaste (Widufliatun?) en het klooster Dünebroek werden al eerder verplaatst.
De enige kerkdorpen rond de Dollard die nog op hun oorspronkelijke plek liggen zijn Bunde (Bunwyda), Eexta, Wagenborgen, Westerlee en Winschoten (Winsewida?), allen gelokaliseerd op een hoge zandkop of garst.
Jarde, Lietsland, Tornum, Utbeerte en een paar hoge kwelders bij de Punt van Reide (Addenheem, Bousick, De Lidden, Esch, Gare) waren in de zestiende eeuw nog als eilanden voorhanden; Uterpogum (De Blinken), Garmede, Ludeblencke, Munnikeveen en Nesserland nog in de 17e of het begin van de 18e eeuw.

## Nieuwe polders

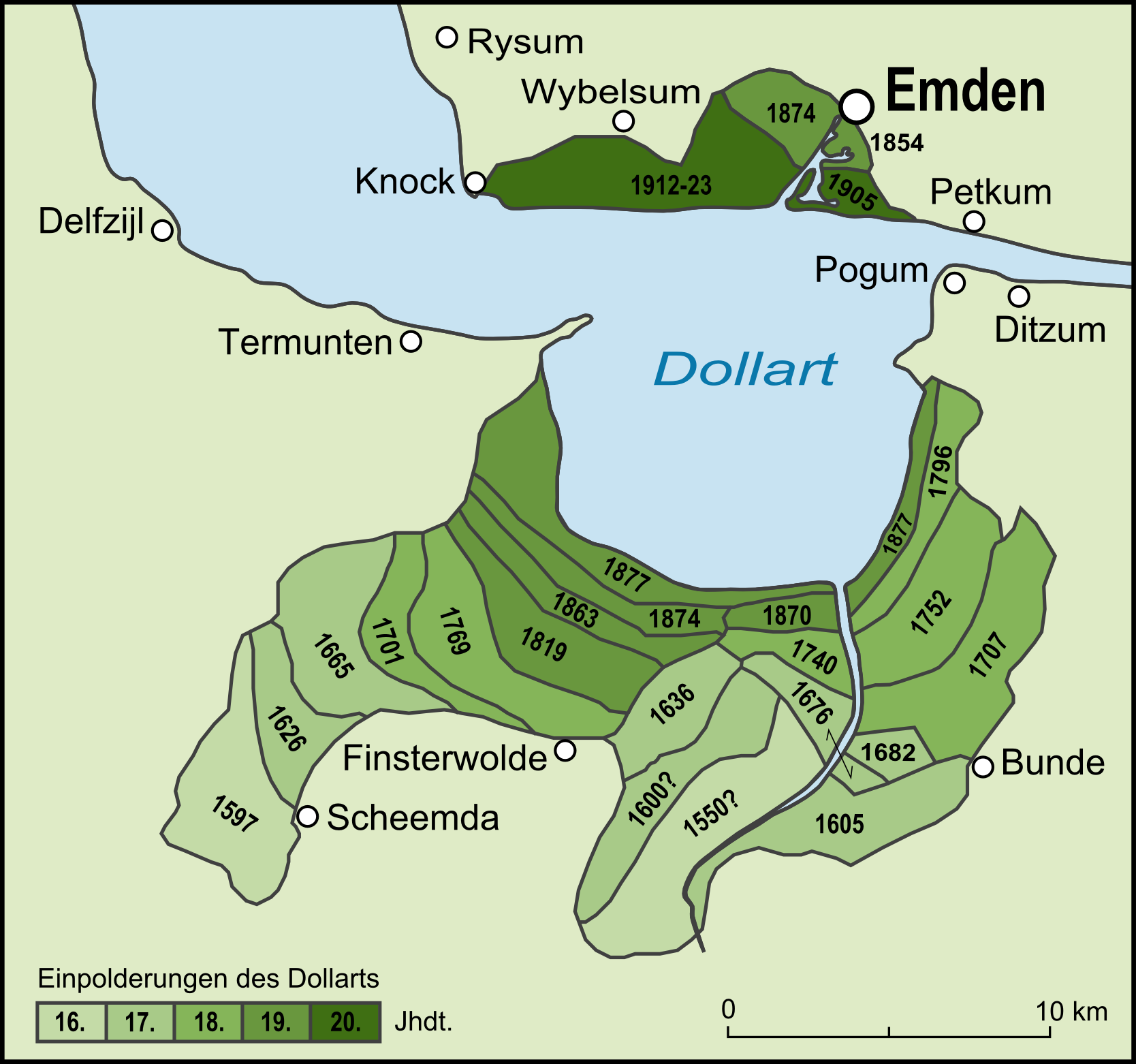
Terugwinning van land

Tot 1509 maakte de Eems ter hoogte van de huidige Dollard een grote bocht noordwaarts. Aan de noordelijkste punt werd de stad Emden aangelegd. Ten gevolge van de uitbreiding werd het schiereiland Nesserland dat tegenover de stad lag, afgesneden en volgde het stroombed een natuurlijke oost-westroute, op geruime afstand ten zuiden van Emden. De oude noordelijke rivierarm slibde dicht, waardoor de haven steeds minder toegankelijk werd. Door middel van een ongeveer 4,5 km lange damwand van eikenhouten heipalen, het Nesserlander Hoofd, probeerde het stadsbestuur van Emden vanaf 1581 deze nieuwe stroomgeul te blokkeren. Deze pogingen werden in 1631 gestaakt.
Nesserland werd samen met de rest van het havengebied ten zuiden van Emden in de negentiende eeuw ingepolderd.
Zolang het schiereiland Nesserland met het vasteland in verbinding stond, werd het vloedwater, soms aangejaagd door de stormwinden, hoog opgestuwd in de Dollardboezem. De zee kwam tot Wedderveer, Muntendam en Siddeburen. Na de doorbraak van 1509 kon het water gemakkelijker stroomopwaarts via de Eems wegstromen zodat de druk op de Dollard afnam. Er begon een verlandingsproces dat er al snel toe leidde dat grote stukken kwelder al vóór het midden van de zestiende eeuw konden worden bedijkt. De zware, maar vruchtbare Dollardklei maakte het Oldambt tot een van de bloeiendste landbouwgebieden van Nederland.
Na talrijke inpolderingen tussen de zestiende en negentiende eeuw is Dollard tot een derde van zijn oorspronkelijke oppervlakte geslonken. De laatste inpoldering aan Duitse zijde is de Kanalpolder uit 1877. Aan Nederlandse zijde volgden nog de Johannes Kerkhovenpolder (1878), de Carel Coenraadpolder (1924) en de polder Breebaart (1979). De meest noordelijke polders hebben een eigen karakter en worden wel de Dollardpolders genoemd. De aanleg van een buitendijks kanaal, het Dollardkanaal, werd na felle protesten van natuurbeschermingsorganisaties in 1974 stilgelegd.
Bij laagwater valt ongeveer 78% van de Dollard droog als wad. Tussen dit wad en de zeedijk strekt zich in het westen, zuiden en oosten een zoom drooggevallen wad uit ter grootte van 1100 ha en met een breedte van 100 tot 1200 meter.
Aan de noordkant wordt de Dollard van de Eems gescheiden door de Geiserücken. Tussen 1872 en 1930 is deze rug door het Duitse equivalent van Rijkswaterstaat (Preußische Wasserbauverwaltung) vastgelegd en opgehoogd, met name ter ondersteuning van de scheepvaart in de Eems. Eb en vloed in de Dollard vindt hierdoor voornamelijk plaats door de Dollardmond.
| Westelijke Dollardboezem                                                                 | Jaar    | Oostelijke Dollardboezem                             | Jaar          | Duitsland                                                                    | Jaar          |
| ---------------------------------------------------------------------------------------- | ------- | ---------------------------------------------------- | ------------- | ---------------------------------------------------------------------------- | ------------- |
| Veendijk en Zomerdijk                                                                    | 1469    | Dijk van Westerreide naar Finsterwolde               | 1454          | Dyksterhusen                                                                 | ca. 1450–1500 |
| Wagenborgen (Weerland)                                                                   | ca.1520 | Finsterwolde (Modderlanden, Veenhuizen)              | ca. 1525      | Wymeer en Boen                                                               | ca. 1525      |
| Zuidbroek (Zuidbroeksterhamrik, Zuidbroekbuiten), Muntendam (Tussenklappen)              | 1527    | Den Ham (Bovenlanden)                                | ca. 1525      |                                                                              |               |
| Meeden (Wester- en Oosterlanden)                                                         | ?       | Hamdijk (Binnenlanden)                               | ca. 1525–1550 | Bunde (Swallich- of Swelch), Bunderhee (Sanddiek)                            | ca. 1525–1550 |
| Noordbroeksterhamrik, Noordbroek, Zuidbroek (Uiterburenbuiten)                           | ?       | Beertsterhamrik (Binnenlanden)                       | ca. 1525–1550 |                                                                              |               |
| Scheemder-, Midwolder-, Oostwolder- en Wagenborgerhamrik (zomerdijk, winterdijk 1573/74) | 1542    | Blijham (Oude dijk)                                  | 1544          |                                                                              |               |
| Meeden (Buitenland of Noorderlanden), Westerlee (Lagemeeden), Eexterhamrik, Scheemda     | ?       |                                                      |               | Bunderhammrich (Reiderhammrich)                                              | ca. 1550      |
| Midwolda (Kerkelaan) en Oostwold                                                         | 1558    | Blijham (Binnenlanden), Bellingwolde (Nieuwe Landen) | 1562          |                                                                              |               |
| Scheemderhamrik                                                                          | 1574    | Finsterwolderhamrik                                  | 1571          |                                                                              |               |
| Scheemderzwaag                                                                           | 1596    | Tusschendijken (Blijham)                             | ca. 1579      |                                                                              |               |
| Oudland (Scheemder Ackertallen)                                                          | 1626    | Buitenlanden (Beerta)                                | 1606 (?)      | Bunderneuland                                                                | 1605          |
|                                                                                          |         | (Oudeschansker) Uiterdijken                          | 1631          |                                                                              |               |
| Oud-Nieuwland (eerste Midwolderpolder)                                                   | 1665    | Uiterdijken (NIeuw-Beerta)                           | 1657          |                                                                              |               |
|                                                                                          |         | Linteloopolder                                       | 1682          | Charlottenpolder                                                             | 1682          |
| Nieuwland (tweede Midwolderpolder)                                                       | 1701    | Kroonpolder                                          | 1696          | Süderpolder, Bunder Interessentenpolder en Norder-Christian-Eberhards-Polder | 1707          |
| Oostwolderpolder                                                                         | 1769    | Stadspolder                                          | 1740          | Süder-Christian-Eberhards-Polder                                             | 1708          |
| Finsterwolderpolder                                                                      | 1819    |                                                      |               |                                                                              |               |
| Reiderwolderpolder I                                                                     | 1862    | Reiderwolderpolder II                                | 1874          | Landschaftspolder                                                            | 1752          |
| Johannes Kerkhovenpolder                                                                 | 1878    |                                                      |               | Heinitzpolder                                                                | 1796          |
| Carel Coenraadpolder                                                                     | 1924    |                                                      |               | Kanalpolder                                                                  | 1877          |
| Breebaartpolder                                                                          | 1979    |                                                      |               |                                                                              |               |

De oudste dijken in de westelijke Dollardboezem worden gewoonlijk op 1545 en 1597 gedateerd. Deze jaartallen zijn ontleend aan een verloren Dollardkaart van Ludolph Tjarda van Starkenborgh, omstreeks 1680, die werden overgenomen op de provinciekaart van Theodorus Beckeringh uit 1781 en de voorstudies daarvoor. De poldercontracten datern echter uit 1542, 1573 en 1596. Volgens een akte uit 1596 is de dijk nog datzelfde jaar voltooid.

## Bezienswaardigheden
Bij Pogum-Dyksterhusen, aan de oostkant van de Dollard, bevindt zich een verlaten boorplatform in de Dollard, bereikbaar via een kilometer lange dijk. Hier werden in 1964 proefboringen naar aardgas uitgevoerd. Van hieruit heeft men tegenwoordig een prachtig uitzicht over de gehele Dollard. Bij vloed kan hier worden gezwommen en gesurft (zonder toezicht). Het is het meest westelijke punt van de Duitse gemeente Jemgum. De toegangsdijk en de grote parkeerplaats zijn tussen 9 uur 's ochtends en 10 uur 's avonds te gebruiken.
Rond dit schiereiland vindt ieder jaar een sliksleewedstrijd (Kreierrennen) plaats. De slikslee werd door vissers in het waddengebied gebruikt om zich over het wad te kunnen verplaatsen. Tegenwoordig wordt deze vorm van vissen nauwelijks meer uitgevoerd. De Dollard is thema van de Internationale Dollardroute, een 180 kilometer lange fietsroute door Nederland en Duitsland.

## Natuurgebied

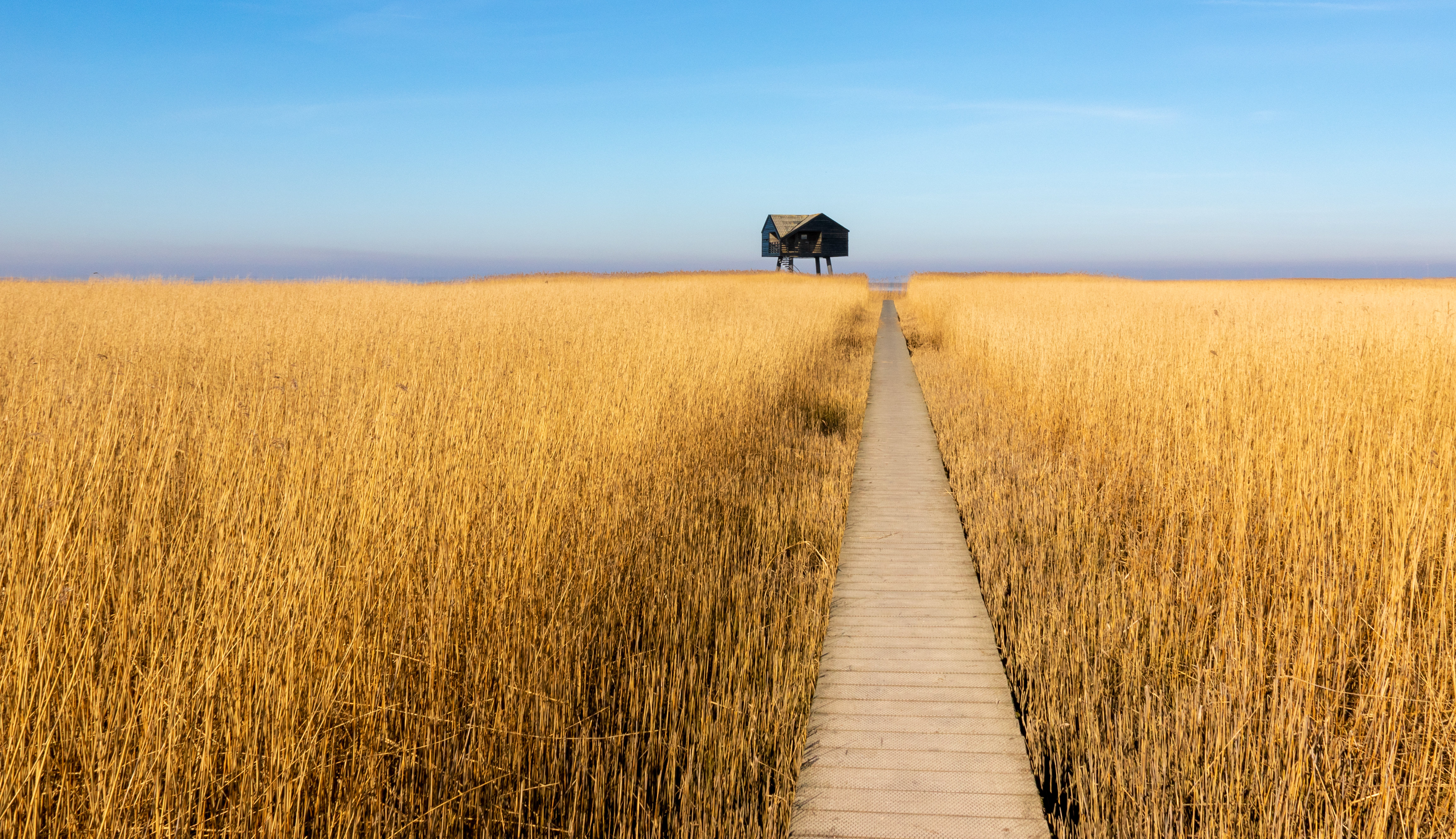
De Kiekkaaste in Nieuwe Statenzijl

Na de Tweede Wereldoorlog waren er plannen om grote delen van het Dollardgebied in te polderen. In 1951 werd de Dollard-commissie onder voorzitterschap van oud-gedeputeerde Edzo Ebels ingesteld, die in 1953 met een geheim rapport kwam waarin inpoldering werd voorgesteld. In het vervolg daarvan werd ook nagedacht aan de aanleg van een buitendijks scheepvaartkanaal, dat de Winschoten beter toegankelijk moest maken voor zeeschepen van tot 1500 ton. Door de bouw van een nieuwe zeesluis bij de Punt van Reide zou de ontwatering van het achterland verbeteren, terwijl tevens de zeedijk op hoogte zou kunnen worden gebracht. In 1963 kwam de Eems-Dollard-commissie met een nieuw advies, waarin men in het midden liet of het kanaal binnen- of buitendijks zou moeten worden aangelegd. Het alternatief van een binnendijks kanaal stuitte echter op verzet in boerenkring. Liever wilde men 1000 ha land inpolderen. In 1964 werd er in Oost-Groningen volop actie gevoerd voor de inpolderingsplannen.
Sinds het einde van jaren zestig groeide echter de waardering voor de Dollard als internationaal natuurgebied. Er bestond vooral angst dat de indijkingsplannen het leefgebied van de kluut zouden aantasten. Hoewel er al een sluizencomplex bij de Punt van Reide was gebouwd, besloot het Kabinet Den Uyl in 1974 de indijkingsplannen op te schorten en de voorrang te geven aan verdergaande beschermingsmaatregelen. De Polder Breebaart werd in 1979 wel voltooid, maar ingericht als natuurgebied.
Het grootste deel van Dollard is tegenwoordig beschermd natuurgebied. Een deel (3846 ha.) is in handen van Natuurmonumenten en een deel is van Het Groninger Landschap, die ook het gedeelte van Natuurmonumenten beheert. Het gebied bestaat uit kwelders, slikken en wadden. Het gebied valt onder zowel de Vogel- als de Habitatrichtlijn en is bovendien onder Natuurbeschermingswet gebracht. Het oostelijke, Duitse deel van de Dollard is sinds 1980 eveneens een Naturschutzgebiet. Op de landsgrens bij Nieuwe Statenzijl staat een uitkijkhut, de 'Kiekkaaste', die het hele slikkengebied overziet. De Dollart is omgeven door vier van deze observatiehutten. 
Ten oosten van Termunten wordt de Dollard van de Eems gescheiden door het schiereiland Punt van Reide. Even ten zuiden van de Punt van Reide werd in 1979 polder Breebaart ingepolderd. In 1999 werd in het kader van natuurontwikkeling een duiker aangelegd, waardoor de waterstand in de polder weer onder invloed staat van het getij en verzilting en verbrakking optreedt.
In de Dollard leven ongeveer 160 zeehonden. De meeste komen voor bij de Punt van Reide en kunnen soms in de observatiehut aldaar waargenomen worden. Het Duitse deel hoort grotendeels bij het Nationaal Park Niedersächsisches Wattenmeer.

## Landsgrens

Duits-Nederlands grensdispuut in de Dollard

De grens van Nederland en Duitsland loopt door de Dollard. De twee landen verschillen echter van mening over de exacte loop van die grens. Volgens de Nederlandse opvatting loopt die grens vanaf Nieuwe Statenzijl recht naar de Eems om daar het midden van de stroom te volgen. Volgens de Duitse opvatting is de volledige Eems Duits grondgebied, tot de westelijke oever aan toe.
Tot ver in de middeleeuwen maakte het hedendaagse Dollardgebied deel uit van het landschap Reiderland, in het wereldlijke vallend onder het bisdom Münster. Kerkelijk was het gebied verdeeld onder de bisdommen Münster en Osnabrück. De grens tussen Reiderland en het aangrenzende landschap Oldambt werd bepaald door de Tjamme en de Zijpe (Siepsloot).
Nog vóór de doorbraak van de Dollard werd Reiderland verdeeld en viel het gebied ten oosten van rivier de Reider Ee toe aan Oost-Friesland. Met welk recht Reiderland werd verdeeld is niet beschreven en blijft onbekend. Mogelijk is het te wijten aan de heersende twisten van de Schieringers en Vetkopers aan het begin van de vijftiende eeuw. De Reider Ee ligt in het verlengde van de Westerwoldse Aa en mondt uit nabij de Punt van Reide. In 1427 werd deze verdeling al genoemd in een zoenbrief tussen de stad Groningen en de Reiderlands/Westerwoldse hoofdeling Haije Addinga. In 1454 werd de Reider Ee als grens genoemd van het graafschap Oost-Friesland en bekrachtigd door keizer Frederik III. Na de doorbraak van de Dollard volgde de Reider Ee een redelijk vast verloop, totdat deze aan het begin van de achttiende eeuw naar het noordwesten begon te verschuiven. Groningen probeerde de oude loop in stand te houden, Oost-Friesland erkende alleen de nieuwe loop van de Reider Ee.
In 1723 werd besloten de grens opnieuw vast te stellen buiten de verschillende opvattingen over de loop van de Reider Ee, in de vorm van een lijn in noordelijke richting. Voor een nadere bepaling werden toen dukdalven geplaatst bij Nieuwe Statenzijl die de grens aangaven in NNO-richting. Door de werking van het water en de tand des tijds werden deze grensmarkeringen echter onbetrouwbaar en de problematische grensbepaling bleef door de achttiende eeuw heen sluimeren.
In 1824 werd een nieuwe poging ondernomen een grens vast te stellen tussen het Verenigd Koninkrijk der Nederlanden en het Koninkrijk Hannover. Na vaststelling van het traktaat vormden zich opnieuw geschillen over het grondeigendom dat Groningen bleef claimen in Hannover en over de precieze ligging van de eerste grenssteen. De stad Groningen had zich de rechten op de Dollardgebieden toegeëigend na een verdrag over het maken van de Reiderdijken uit 1454. Het gebied dat onbeschreven bleef zou vervallen aan de stad tot aan de grens met Oost-Friesland. De grens met Hannover zelf werd niet betwist door Groningen. Vanwege dit conflict is de uiteindelijke grens nooit bekrachtigd door Hannover of later Pruisen en Duitsland. De mogelijkheid om de grens definitief vast te stellen in 1945 is nooit benut.

## Eems-Dollard 2050
In de afgelopen eeuwen zijn grote gebieden rond de Eems-Dollard ingepolderd, waardoor er weinig ruimte is voor slib om te bezinken. Bovendien zijn de vaargeulen over tijd dieper en breder gemaakt, waardoor de vloedstroom een stuk sterker is dan de ebstroom. Het gevolg is dat er nu te veel slib in het water zit, wat negatieve gevolgen heeft voor de voedselketen. Om dit slibprobleem aan te pakken, werken overheden, natuur- en milieuorganisaties en bedrijven samen in het Programma Eems-Dollard 2050. Dit programma heeft tot doel te natuur te herstellen, waterveiligheid te bevorderen, en tegelijkertijd kansen te creëren voor de economie. Meerdere pilotprojecten worden uitgevoerd om het slib te vangen en uit het water te halen, bijvoorbeeld middels dubbele dijken en kwelderwerken. Niet alleen draagt dit bij aan het ecologisch herstel van het gebied, de projecten zijn ook voorbeelden van sedimentatie bevorderende strategieën, omdat het bezonken slib bij kan dragen aan landverhoging. Dit is relevant in het licht van zeespiegelstijging en bodemdaling.

## Allerlei
- Dollart is een voormalige gemeente en een plaats met meerdere dorpskernen in Nedersaksen, in 2001 opgegaan in de gemeente Bunde
- Eems-Dollard Regio is een grensoverschrijdend samenwerkingsverband van regionale overheden in Noord-Nederland en Nedersaksen
- Dollard College is een scholengemeenschap, gevestigd te Winschoten
- Dollardzijlvest was een waterschap in Oost-Groningen, dat bestond van 1992 tot 2000
- De Internationale Dollardroute is een fietsroute van 360 km door Nederland en Duitsland.
- Bezoekerscentrum Dollard te Termunten is een instelling van Het Groninger Landschap, waar informatie over de natuur in de Dollard wordt gegeven
- Coöperatieve Stroocartonfabriek "De Dollard" is de oude naam voor de kartonfabriek Kappa Triton te Bad Nieuweschans, gesticht in 1888
- De Vereniging "Dollard Tarwe" is een agrarische belangenorganisatie die zich sinds 1986 bezig houdt met de teelt en afzet van tarwe, met name baktarwe, uit het Dollardgebied. De vereniging is ontstaan uit de Tarwestudieclub Nieuwolda, opgericht in 1979.[17]
- De Dollard is de naam van tientallen verdwenen en nog bestaande firma's in Oost-Groningen, waaronder de voormalige Rabobank De Dollard en de Manege "De Dollard" te Winschoten
- OBS de Kleine Dollard is een basisschool te Winschoten
- De Kleine Dollard is een voormalige visvijver tegenover de Ennemaborg te Midwolda, die sinds de 19e eeuw in gebruik is als ijsbaan. De vijver is voor 1800 ontstaan door het winnen van baggerturf. De IJsclub Dollard wordt genoemd in 1885. Nu wordt de ijsbaan beheerd door de ijsvereniging Eigen Kracht.
- Marine Flak Batterie Dollart-Süd was gedurende de Tweede Wereldoorlog een geschutpost voor luchtafweer in de Carel Coenraadpolder
- Straatnamen met Dollard of Dollart komen niet alleen in de directe omgeving, maar ook veelvuldig elders in Nederland en Duitsland voor
- Meerdere boerderijen hebben een naam die ontleend is aan een van de verdronken Dollarddorpen, zoals Donella, Reidewoldt, Palmar-plaats, Torpsum en Torum (in de Westpolder).

## Historische kaarten
- Tweedegraads-kopie van de Dollardkaart uit 1574 door Jacob van Cleeff, 1827(Rijksuniversiteit Groningen uklu 01-17-12).
- Plaatsnamen op de kaart van Johannes Florianus (1592), gebaseerd op de Dollardkaart van 1574
- Kaarten van het verdronken Dollardgebied (RuG): 1664 (kopie 19e eeuw) 1722 (kopie 1827) 1734 1735
- Franz J.J. von Reilly, Der Meerbusen Dollart Nro. 641, 1797 (naar Theodorus Beckeringh, 1781) (ook hier)